# Jean-Luc Darbellay
Jean-Luc Darbellay (né à Berne le 2 juillet 1946) est un compositeur, chef d'orchestre, clarinettiste et médecin suisse. Il a été président de la Société suisse de musique contemporaine (de) SSMC et membre du conseil de la Société internationale pour la musique contemporaine. Darbellay est un membre du groupe de compositeurs Groupe Lacroix. À ce jour (2022) il a composé plus de 300 œuvres. Pour son travail, l'État français lui a décerné en 2005 le titre de chevalier de l’ordre des Arts et des Lettres. Il a assisté à des séminaires organisés par Pierre Boulez au Collège de France et à l'IRCAM à Paris.
Son fils, Olivier Darbellay, 1974, diplômé de violoncelle et de cor, joue en soliste dans des concerts symphoniques et dans des orchestres de chambre. Cor solo au sein de divers orchestres, il enseigne à la HEM de Berne depuis 2001 et à celle de Lausanne depuis 2010, il donne des masterclasses et des ateliers. 
Sa fille, Noëlle-Anne Darbellay, 1980, obtient sa virtuosité auprès de Karen Turpie à la Hogeschool voor de Kunsten Utrecht en Hollande et son diplôme de concert à la Haute École de Musique de Genève auprès de Stefan Muhmenthaler, qu’elle assiste actuellement dans le domaine de la musique contemporaine. Elle se produit comme soliste au sein de divers orchestres ; elle travaille sur des projets de théâtre musical, comme violoniste récitante et chantante ; elle a créé de nombreuses œuvres.